# إيفان فلوريس
إيفان فلوريس هو طبيب بيطري وسياسي تشيلي، ولد في 15 يونيو 1955 في بويرتو مونت في تشيلي. نشط حزبياً في الحزب الديمقراطي المسيحي.

## مناصب
- انتخب intendant of Los Ríos  [لغات أخرى]‏ (2 أكتوبر 2007 – 26 أكتوبر 2009).
- انتخب President of the Chamber of Deputies of Chile [الإنجليزية]‏ (19 مارس 2019 – 7 أبريل 2020).
- انتخب عضو مجلس النواب التشيلي ‏ وقد انضم خلال فترته النيابية  [لغات أخرى]‏ (11 مارس 2014 – 11 مارس 2018) للكتلة البرلمانية نويفا ماياوريا [الإنجليزية]‏.
- انتخب عضو مجلس النواب التشيلي ‏ عن دائرة District 24 ‏ وقد انضم خلال فترته النيابية [الإنجليزية]‏ (11 مارس 2018 – ) للكتلة البرلمانية نويفا ماياوريا [الإنجليزية]‏.